# Dunnavant
Dunnavant, ou Dunavant, est une census-designated place située dans le comté de Shelby, dans l’État de l’Alabama, aux États-Unis. Sa population s’élevait à 981 habitants lors du recensement de 2010.

## Histoire
Le nom de la localité provient probablement de celui d’une famille locale  Un bureau de poste a ouvert en 1897 et a fermé en 1958.

## Démographie
| 2010 | - | - | - | - | - |
| ---- | - | - | - | - | - |
| 981  | - | - | - | - | - |